# Podatek od czynności cywilnoprawnych
Podatek od czynności cywilnoprawnych (w skrócie PCC) – podatek uregulowany przez ustawę z dnia 9 września 2000 r. o podatku od czynności cywilnoprawnych.

## Zakres przedmiotowy podatku od czynności cywilnoprawnych
Podatkowi podlegają następujące czynności cywilnoprawne:
- umowy sprzedaży oraz zamiany rzeczy i praw majątkowych (umowy sprzedaży nieruchomości mogą być objęte podatkiem od czynności cywilnoprawnych PCC lub w przypadku rynku pierwotnego podatkiem VAT; w każdej sytuacji transakcja jest objęta tylko jedną formą opodatkowania[2]),
- umowy pożyczki,
- umowy darowizny – w części dotyczącej przejęcia przez obdarowanego długów i ciężarów albo zobowiązań darczyńcy,
- umowy dożywocia,
- umowy o dział spadku oraz umowy o zniesienie współwłasności – w części dotyczącej spłat lub dopłat,
- ustanowienie hipoteki,
- ustanowienie odpłatnego użytkowania, w tym nieprawidłowego, oraz odpłatnej służebności,
- umowy depozytu nieprawidłowego,
- umowy spółki (akty założycielskie).

Ponadto powstanie obowiązku podatkowego powodują również:
- zmiany wyżej wymienionych umów, jeżeli powodują one podwyższenie podstawy opodatkowania podatkiem od czynności cywilnoprawnych,
- orzeczenia sądów, w tym również polubownych, oraz ugody, jeżeli wywołują one takie same skutki prawne, jak czynności cywilnoprawne wymienione powyżej.

## Wyłączenia i zwolnienia przedmiotowe
Nie podlegają podatkowi (wyłączone są z zakresu stosowania ustawy):
1. Czynności cywilnoprawne w sprawach:
- alimentacyjnych, opieki, kurateli i przysposobienia,
- ubezpieczenia społecznego, ubezpieczenia zdrowotnego, opieki społecznej, ulg określonych w przepisach szczególnych dla żołnierzy niezawodowych i poborowych odbywających służbę zastępczą oraz ich rodzin, a także uprawnień dla osób niepełnosprawnych i osób objętych przepisami o szczególnych uprawnieniach dla kombatantów,
- wyborów powszechnych,
- powszechnego obowiązku obrony,
- zatrudnienia, świadczeń socjalnych i wynagrodzeń za pracę,
- nauki, szkolnictwa i oświaty pozaszkolnej oraz zdrowia,
- podlegających przepisom o gospodarce nieruchomościami lub przepisom o autostradach płatnych,
- podlegających przepisom o szczególnych zasadach przygotowania i realizacji inwestycji w zakresie dróg krajowych;

2. Umowy sprzedaży nieruchomości lub prawa użytkowania wieczystego zawieranej w związku z realizacją roszczeń wynikających z ograniczenia sposobu korzystania z nieruchomości na podstawie przepisów o ochronie środowiska;
3. Umowy sprzedaży rzeczy w postępowaniu egzekucyjnym lub upadłościowym;
4. Czynności cywilnoprawne, inne niż umowa spółki i jej zmiana, jeżeli przynajmniej jedna ze stron z tytułu dokonania tej czynności jest:
- opodatkowana podatkiem od towarów i usług,
- zwolniona z podatku od towarów i usług, z wyjątkiem[3]
  - umów sprzedaży i zamiany, których przedmiotem jest nieruchomość lub jej część,
  - umowy sprzedaży udziałów i akcji w spółkach handlowych;

5. Umowy sprzedaży oraz zamiany rzeczy, które w rozumieniu przepisów prawa celnego stanowią towary:
- wprowadzone do wolnego obszaru celnego lub składu wolnocłowego,
- objęte procedurą składu celnego;

6. Umowy spółki i ich zmiany związane z:
- łączeniem spółek kapitałowych,
- przekształceniem spółki kapitałowej w inną spółkę kapitałową,
- wniesieniem do spółki kapitałowej, w zamian za jej udziały lub akcje:
  - przedsiębiorstwa spółki kapitałowej lub jego zorganizowanej części,
  - udziałów lub akcji innej spółki kapitałowej dających w niej większość głosów albo kolejnych udziałów lub akcji, w przypadku gdy spółka, do której są wnoszone te udziały lub akcje, posiada już większość głosów.

Zwolnione od podatku – tj. objęte zakresem normowania ustawy, jednak zwolnione od opodatkowania ze względu na wykonywanie ich przez określone podmioty albo wyłączenia ich expressis verbis – są m.in. takie czynności cywilnoprawne jak:
- sprzedaż walut obcych;
- sprzedaż i zamianę walut wirtualnych w rozumieniu art. 2 ust. 2 pkt 26 ustawy z dnia 1 marca 2018 r. o przeciwdziałaniu praniu pieniędzy oraz finansowaniu terroryzmu (Dz.U. z 2025 r. poz. 644);
- przeniesienie własności nieruchomości lub ich części, wraz z częściami składowymi, z wyjątkiem budynków mieszkalnych lub ich części znajdujących się na obszarze miast, w drodze umów: sprzedaży, dożywocia, o dział spadku – w części dotyczącej spłat lub dopłat, o zniesienie współwłasności – w części dotyczącej spłat lub dopłat, darowizny – w części dotyczącej przejęcia przez obdarowanego długów i ciężarów albo zobowiązań darczyńcy, zamiany – do wysokości wartości rynkowej nieruchomości wraz z jej częściami składowymi. Pod warunkiem, że w rozumieniu przepisów o podatku rolnym, w chwili dokonania czynności, nabyte grunty stanowią gospodarstwo rolne albo utworzą gospodarstwo rolne lub wejdą w skład gospodarstwa rolnego będącego własnością nabywcy;
- sprzedaż nieruchomości, prawa użytkowania wieczystego, własnościowego spółdzielczego prawa do lokalu mieszkalnego oraz wynikających z przepisów prawa spółdzielczego: prawa do domu jednorodzinnego lub prawa do lokalu w małym domu mieszkalnym, jeżeli nabywcą jest były właściciel (wieczysty użytkownik): nieruchomości wywłaszczonej, któremu przyznano odszkodowanie, a nie przyznano nieruchomości zamiennej; nieruchomości sprzedanej na cele publiczne określone w przepisach o gospodarce nieruchomościami, który w razie wywłaszczenia spełniałby warunki do przyznania nieruchomości zamiennej; nieruchomości lub prawa użytkowania wieczystego, wykupionych na podstawie przepisów o ochronie i kształtowaniu środowiska. Zwolnienia te dotyczą kwoty w wysokości otrzymanego odszkodowania (uzyskanej ceny), pod warunkiem że nabycie nastąpiło w ciągu 5 lat od daty otrzymania odszkodowania (zapłaty);
- sprzedaż budynku mieszkalnego lub jego części, lokalu mieszkalnego stanowiącego odrębną nieruchomość, własnościowego spółdzielczego prawa do lokalu mieszkalnego oraz wynikających z przepisów prawa spółdzielczego: prawa do domu jednorodzinnego lub prawa do lokalu w małym domu mieszkalnym, jeżeli następuje ona: w wykonaniu lub w związku z wielostronną umową o zamianie budynku lub praw do lokalu lub w celu uzyskania w zamian spółdzielczego lokatorskiego prawa do lokalu albo budynku mieszkalnego lub jego części, zajmowanego przez nabywcę na podstawie umowy najmu, określonej w przepisach o najmie lokali mieszkalnych i dodatkach mieszkaniowych;
- zamianę budynku mieszkalnego lub jego części, lokali mieszkalnych stanowiących odrębną nieruchomość, spółdzielczych własnościowych praw do lokalu mieszkalnego oraz wynikających z przepisów prawa spółdzielczego: praw do domu jednorodzinnego lub praw do lokalu w małym domu mieszkalnym, jeżeli stronami umowy są osoby zaliczone do I grupy podatkowej zgodnie z przepisami o podatku od spadków i darowizn;
- sprzedaż rzeczy ruchomych, jeżeli podstawa opodatkowania nie przekracza 1000 zł;
- sprzedaż bonów i obligacji skarbowych;
- sprzedaż bonów pieniężnych Narodowego Banku Polskiego;
- umowy spółki: zawarte wskutek przekształcenia, podziału lub łączenia w części dotyczącej kapitału zakładowego, którego wartość przed dokonaniem czynności została opodatkowana podatkiem kapitałowym poza terytorium Rzeczypospolitej Polskiej.

## Zwolnienia podmiotowe
Zwolnione z podatku są następujące strony czynności cywilnoprawnych:
- państwa obce, ich przedstawicielstwa dyplomatyczne, urzędy konsularne i siły zbrojne, międzynarodowe organizacje i instytucje oraz ich oddziały i przedstawicielstwa, korzystające na podstawie ustaw, umów lub powszechnie uznanych zwyczajów międzynarodowych z przywilejów i immunitetów, a także członków ich personelu i inne osoby zrównane z nimi, jeżeli nie są one obywatelami polskimi i nie mają miejsca stałego pobytu na terytorium Rzeczypospolitej Polskiej – pod warunkiem wzajemności;
- organizacje pożytku publicznego, jeżeli dokonają czynności cywilnoprawnych wyłącznie w związku z nieodpłatną działalnością pożytku publicznego w rozumieniu przepisów o działalności pożytku publicznego i o wolontariacie;
- jednostki samorządu terytorialnego;
- Skarb Państwa;
- osoby nabywające na potrzeby własne sprzęt rehabilitacyjny, wózki inwalidzkie, motorowery, motocykle lub samochody osobowe, zaliczone, w rozumieniu przepisów o rehabilitacji zawodowej i społecznej oraz zatrudnianiu osób niepełnosprawnych, do grupy osób o znacznym lub umiarkowanym stopniu niepełnosprawności bez względu na rodzaj schorzenia, oraz osoby o lekkim stopniu niepełnosprawności w związku ze schorzeniami narządów ruchu.

## Obowiązek podatkowy
Obowiązek podatkowy powstaje:
- z chwilą dokonania czynności cywilnoprawnej;
- z chwilą podjęcia uchwały o podwyższeniu kapitału spółki mającej osobowość prawną;
- z chwilą złożenia oświadczenia o ustanowieniu hipoteki lub zawarcia umowy ustanowienia hipoteki;
- z chwilą uprawomocnienia się odpowiedniego orzeczenia sądu, doręczenia wyroku sądu polubownego lub zawarcia ugody;
- z chwilą powołania się przez podatnika na fakt dokonania czynności cywilnoprawnej – jeżeli podatnik nie złożył deklaracji w sprawie podatku od czynności cywilnoprawnych w terminie 5 lat od końca roku, w którym upłynął termin płatności podatku, a następnie powołuje się przed organem podatkowym lub organem kontroli skarbowej na fakt jej dokonania.

### Podmioty, na których ciąży obowiązek podatkowy
- przy umowie sprzedaży – na kupującym;
- przy umowie zamiany – na stronach czynności;
- przy umowie darowizny – na obdarowanym;
- przy umowie dożywocia – na nabywcy własności nieruchomości;
- przy umowie o dział spadku lub o zniesienie współwłasności – na podmiocie nabywającym rzeczy lub prawa majątkowe ponad udział w spadku lub we współwłasności;
- przy ustanowieniu odpłatnego użytkowania, w tym również nieprawidłowego oraz odpłatnej służebności – na użytkowniku lub nabywającym prawo służebności;
- przy umowie pożyczki i umowie depozytu nieprawidłowego – na biorącym pożyczkę lub przechowawcy;
- przy ustanowieniu hipoteki – na składającym oświadczenia woli o ustanowieniu hipoteki;
- przy umowie spółki cywilnej – na wspólnikach, a przy pozostałych umowach spółki – na spółce.

## Podstawa opodatkowania
Podstawę opodatkowania stanowią odpowiednio:
1. Przy umowie sprzedaży:
- wartość rynkowa[4] rzeczy lub prawa majątkowego[5]

2. Przy umowie zamiany:
- wartość rynkowa rzeczy lub prawa majątkowego, od którego przypada wyższy podatek[6],

3. Przy umowie darowizny – wartość długów i ciężarów albo zobowiązań przejętych przez obdarowanego;
4. Przy umowie dożywocia – wartość rynkowa nieruchomości lub prawa użytkowania wieczystego;
5. Przy umowie o zniesienie współwłasności lub o dział spadku – wartość rynkowa rzeczy lub prawa majątkowego nabytego ponad wartość udziału we współwłasności lub spadku;
6. Przy ustanowieniu odpłatnego użytkowania, w tym również nieprawidłowego oraz odpłatnej służebności – wartość świadczeń użytkownika bądź osoby, na rzecz której ustanowiono służebność, za okres, na jaki prawa te zostały ustanowione;
7. Przy umowie pożyczki i umowie depozytu nieprawidłowego – kwota lub wartość pożyczki albo depozytu;
8. Przy umowie spółki:
- przy zawarciu umowy – wartość wkładów wniesionych do majątku spółki albo wartość kapitału zakładowego,
- przy zmianie umowy – wartość wkładów powiększających majątek spółki albo wartość, o którą podwyższono kapitał zakładowy,
- przy dopłatach – kwota dopłat,
- przy pożyczce udzielonej spółce przez wspólnika lub akcjonariusza – kwota lub wartość pożyczki,
- przy oddaniu spółce rzeczy lub praw majątkowych do nieodpłatnego używania – roczna wartość nieodpłatnego używania, którą przyjmuje się w wysokości 4% wartości rynkowej rzeczy lub prawa majątkowego oddanego do nieodpłatnego używania,
- przy przekształceniu, podziale lub łączeniu spółek – wartość majątku wniesionego do spółki albo wartość kapitału zakładowego,
- przy przeniesieniu na terytorium Rzeczypospolitej Polskiej rzeczywistego ośrodka zarządzania spółki kapitałowej lub jej siedziby – wartość kapitału zakładowego;

9. Przy ustanowieniu hipoteki – kwota zabezpieczonej wierzytelności.

## Stawki podatku
Stawki podatku zostały zróżnicowane ze względu na rodzaj czynności cywilnoprawnej i wynoszą odpowiednio:
- od umowy sprzedaży:
  - nieruchomości, rzeczy ruchomych, prawa użytkowania wieczystego, własnościowego spółdzielczego prawa do lokalu mieszkalnego, spółdzielczego prawa do lokalu użytkowego oraz wynikających z przepisów prawa spółdzielczego: prawa do domu jednorodzinnego oraz prawa do lokalu w małym domu mieszkalnym – 2%,
  - innych praw majątkowych – 1%;
- od umów zamiany, dożywocia, o dział spadku, o zniesienie współwłasności oraz darowizny:
  - przy przeniesieniu własności nieruchomości, rzeczy ruchomych, prawa użytkowania wieczystego, własnościowego spółdzielczego prawa do lokalu mieszkalnego, spółdzielczego prawa do lokalu użytkowego oraz wynikających z przepisów prawa spółdzielczego: prawa do domu jednorodzinnego oraz prawa do lokalu w małym domu mieszkalnym – 2%,
  - przy przeniesieniu własności innych praw majątkowych – 1%;
- od umowy ustanowienia odpłatnego użytkowania, w tym nieprawidłowego, oraz odpłatnej służebności – 1%,
- od umowy pożyczki oraz depozytu nieprawidłowego – 0,5%,
- od ustanowienia hipoteki:
  - na zabezpieczenie wierzytelności istniejących – od kwoty zabezpieczonej wierzytelności – 0,1%,
  - na zabezpieczenie wierzytelności o wysokości nieustalonej – 19 zł;
- od umowy spółki – 0,5%.

## Literatura
- A. Borodo, Polskie prawo finansowe. Zarys ogólny, Toruń 2005, ISBN 83-7285-253-7.
- A. Gomułowicz, prof. Jerzy Małecki, Polskie prawo finansowe, LexisNexis, 2006, ISBN 83-7334-585-X.
- Z. Ofiarski, Prawo finansowe, C.H. Beck, ISBN 83-7483-506-0.